# Connor Hellebuyck
Connor Hellebuyck (né le 19 mai 1993 à Commerce, au Michigan aux États-Unis) est un joueur professionnel américain de hockey sur glace occupant la position de gardien de but.

## Biographie
Hellebuyck joue sa carrière universitaire avec les River Hawks de l'UMass-Lowell. En 2012, il est repêché 130e au total par les Jets de Winnipeg. En 2014, il commence sa carrière professionnelle avec les IceCaps de Saint-Jean dans la LAH.
Il représente les États-Unis au niveau international, il est sélectionné pour la première fois au championnat du monde en 2014, mais ne joue pas de matchs. En 2015, il est de nouveau sélectionné et joue dès le premier match du tour préliminaire. Hellebuyck a permis aux Américains de gagner la médaille de bronze avec ses 39 arrêts pour un jeu blanc lors de la petite finale contre la République tchèque. En février 2025, il représente les États-Unis à la Confrontation des 4 nations, où il est le gardien le plus utilisé de son équipe.

## Statistiques

### En club
| Saison     | Équipe                        | Ligue      |     | Saison régulière | Saison régulière | Saison régulière | Saison régulière | Saison régulière | Saison régulière | Saison régulière | Saison régulière | Saison régulière | Saison régulière |    | Séries éliminatoires | Séries éliminatoires | Séries éliminatoires | Séries éliminatoires | Séries éliminatoires | Séries éliminatoires | Séries éliminatoires | Séries éliminatoires | Séries éliminatoires |
| Saison     | Équipe                        | Ligue      | PJ  | V                | D                | Pr/N             | Min              | BC               | Moy              | % Arr            | Bl               | Pun              | PJ               | V  | D                    | Min                  | BC                   | Moy                  | % Arr                | Bl                   | Pun                  |                      |                      |
| 2011-2012  | Jackalopes d'Odessa           | NAHL       | 53  | 26               | 21               | 5                | 3 085            | 128              | 2,49             | 93,0             | 3                | 2                | 4                | 1  | 3                    | 243                  | 14                   | 3,46                 | 93,4                 | 0                    |                      |                      |                      |
| 2012-2013  | River Hawks de l'UMass-Lowell | NCAA       | 24  | 20               | 3                | 0                | 1 397            | 32               | 1,37             | 95,2             | 6                |                  | -                | -  | -                    | -                    | -                    | -                    | -                    | -                    |                      |                      |                      |
| 2013-2014  | River Hawks de l'UMass-Lowell | NCAA       | 29  | 18               | 9                | 2                | 1 747            | 52               | 1,79             | 94,1             | 6                |                  | -                | -  | -                    | -                    | -                    | -                    | -                    | -                    |                      |                      |                      |
| 2014-2015  | IceCaps de Saint-Jean         | LAH        | 58  | 28               | 22               | 5                | 3 332            | 143              | 2,58             | 92,1             | 6                | 0                | -                | -  | -                    | -                    | -                    | -                    | -                    | -                    |                      |                      |                      |
| 2015-2016  | Moose du Manitoba             | LAH        | 30  | 13               | 15               | 1                | 1 735            | 72               | 2,49             | 92,2             | 4                | 0                | -                | -  | -                    | -                    | -                    | -                    | -                    | -                    |                      |                      |                      |
| 2015-2016  | Jets de Winnipeg              | LNH        | 26  | 13               | 11               | 1                | 1 433            | 56               | 2,34             | 91,8             | 2                | 0                | -                | -  | -                    | -                    | -                    | -                    | -                    | -                    |                      |                      |                      |
| 2016-2017  | Jets de Winnipeg              | LNH        | 56  | 26               | 19               | 4                | 3 034            | 146              | 2,89             | 90,7             | 4                | 0                | -                | -  | -                    | -                    | -                    | -                    | -                    | -                    | -                    |                      |                      |
| 2017-2018  | Jets de Winnipeg              | LNH        | 67  | 44               | 11               | 9                | 3 966            | 156              | 2,36             | 92,4             | 6                | 0                | 17               | 9  | 8                    | 1 016                | 40                   | 2,36                 | 92,2                 | 2                    | 2                    |                      |                      |
| 2018-2019  | Jets de Winnipeg              | LNH        | 63  | 34               | 23               | 3                | 3 705            | 179              | 2,90             | 91,3             | 2                | 4                | 6                | 2  | 4                    | 360                  | 16                   | 2,67                 | 91,3                 | 0                    | 0                    |                      |                      |
| 2019-2020  | Jets de Winnipeg              | LNH        | 58  | 31               | 21               | 5                | 3 269            | 140              | 2,57             | 92,2             | 6                | 0                | 4                | 1  | 3                    | 237                  | 12                   | 3,04                 | 90,4                 | 0                    | 0                    |                      |                      |
| 2020-2021  | Jets de Winnipeg              | LNH        | 45  | 24               | 17               | 3                | 2 603            | 112              | 2,58             | 91,6             | 4                | 0                | 8                | 4  | 4                    | 538                  | 20                   | 2,23                 | 93,1                 | 1                    | 0                    |                      |                      |
| 2021-2022  | Jets de Winnipeg              | LNH        | 66  | 29               | 27               | 10               | 3 904            | 193              | 2,99             | 91,0             | 4                | 0                | -                | -  | -                    | -                    | -                    | -                    | -                    | -                    | -                    |                      |                      |
| 2022-2023  | Jets de Winnipeg              | LNH        | 64  | 37               | 25               | 2                | 3 778            | 157              | 2,49             | 92,0             | 4                | 0                | 5                | 1  | 4                    | 314                  | 18                   | 3,44                 | 88,6                 | 0                    | 0                    |                      |                      |
| Totaux LNH | Totaux LNH                    | Totaux LNH | 445 | 238              | 154              | 37               | 25 691           | 1139             | 2,66             | 91,6             | 32               | 4                | 40               | 17 | 23                   | 2 464                | 106                  | 2,58                 | 91,6                 | 3                    | 2                    |                      |                      |

### En équipe nationale
| Année | Équipe     | Compétition                 |   | PJ | V | D   | Min | BC   | Moy  | % Arr | Bl | Pun                |  | Résultat |
| 2014  | États-Unis | Championnat du monde        | 0 | 0  | 0 | 0   | 0   | -    | -    | 0     |    | 6e place           |  |          |
| 2015  | États-Unis | Championnat du monde        | 8 | 7  | 1 | 482 | 11  | 1,37 | 94,8 | 2     |    | Médaille de bronze |  |          |
| 2017  | États-Unis | Championnat du monde        | 2 | 2  | 0 | 120 | 5   | 2,50 | 90,0 | 0     |    | 5e place           |  |          |
| 2025  | États-Unis | Confrontation des 4 nations | 3 | 2  | 1 | 188 | 5   | 1,59 | 93,2 | 0     |    | Finalistes         |  |          |

## Trophées et honneurs personnels

### Ligue nationale de hockey
- 2017-2018 : 
  - participe au 63e Match des étoiles
  - sélectionné dans la deuxième équipe d'étoiles de la LNH
- 2019-2020 :
  - participe au 65e Match des étoiles (2)
  - sélectionné dans la première équipe d'étoiles de la LNH
  - remporte le trophée Vézina
- 2022-2023 : participe au 67e Match des étoiles (3)
- 2023-2024 : 
  - participe au 68e Match des étoiles (4)
  - gagne le trophée William-M.-Jennings
  - gagne le trophée Vézina (2)
  - sélectionné dans la première équipe d'étoiles de la LNH (2)
- 2024-2025 : 
  - gagne le trophée Hart
  - gagne le trophée William-M.-Jennings (2)
  - gagne le trophée Vézina (3)